# スロベニア鉄道310系電車
スロベニア鉄道310系電車(SŽ series 310)はスロベニア鉄道が運行するインターシティ・スロベニア(InterCitySlovenija,ICS)に導入されているペンドリーノシリーズの一種、ETR 460・チザルピーノETR470電車・イタリア国鉄ETR480電車・スペイン国鉄490系電車ベースとした電車方式の強制車体傾斜式高速鉄道車両である。車両の最高速度は200km/hで電気方式は直流3kVである。クロアチア(レギオスウィンガー)、チェコ(Elektrická jednotka 680)を含む中央ヨーロッパ3カ国で運行されている高速列車のうちの一つでもある。
ICSはスロベニアの首都リュブリャナを中心に、主要都市コペル、ツェリェ、マリボルなど各地を結んでいる。列車は3両で、うち2両は2等車、1両は1等車で構成されている。身障者対応設備や公衆電話、バーなどの設備を備えている。

## 歴史
スロベニアでの高速列車導入の動きは1990年代中頃に遡る。ETR 460を用いたスロベニアでの走行試験が1994年9月から行われ、同年9月17日にはスロベニア鉄道における最高速度208.2km/hを記録している。試験走行での結果を元に、イタリア国鉄ETR460電車をスロベニア鉄道が満足できるよう設計し直され、イタリアにも乗り入れ可能なようにされた。2000年9月24日よりリュブリャナ・マリボル間で運行が開始された。2003年12月14日からはユーロシティとしてイタリアのヴェネツィア・サンタ・ルチーア駅に乗り入れを開始した。しかしながら、2008年4月以降イタリアへの乗り入れは行われていない。
現在はスロベニア国内のルートで最高速度170km/hで運行されている。